# Boterbabbelaar

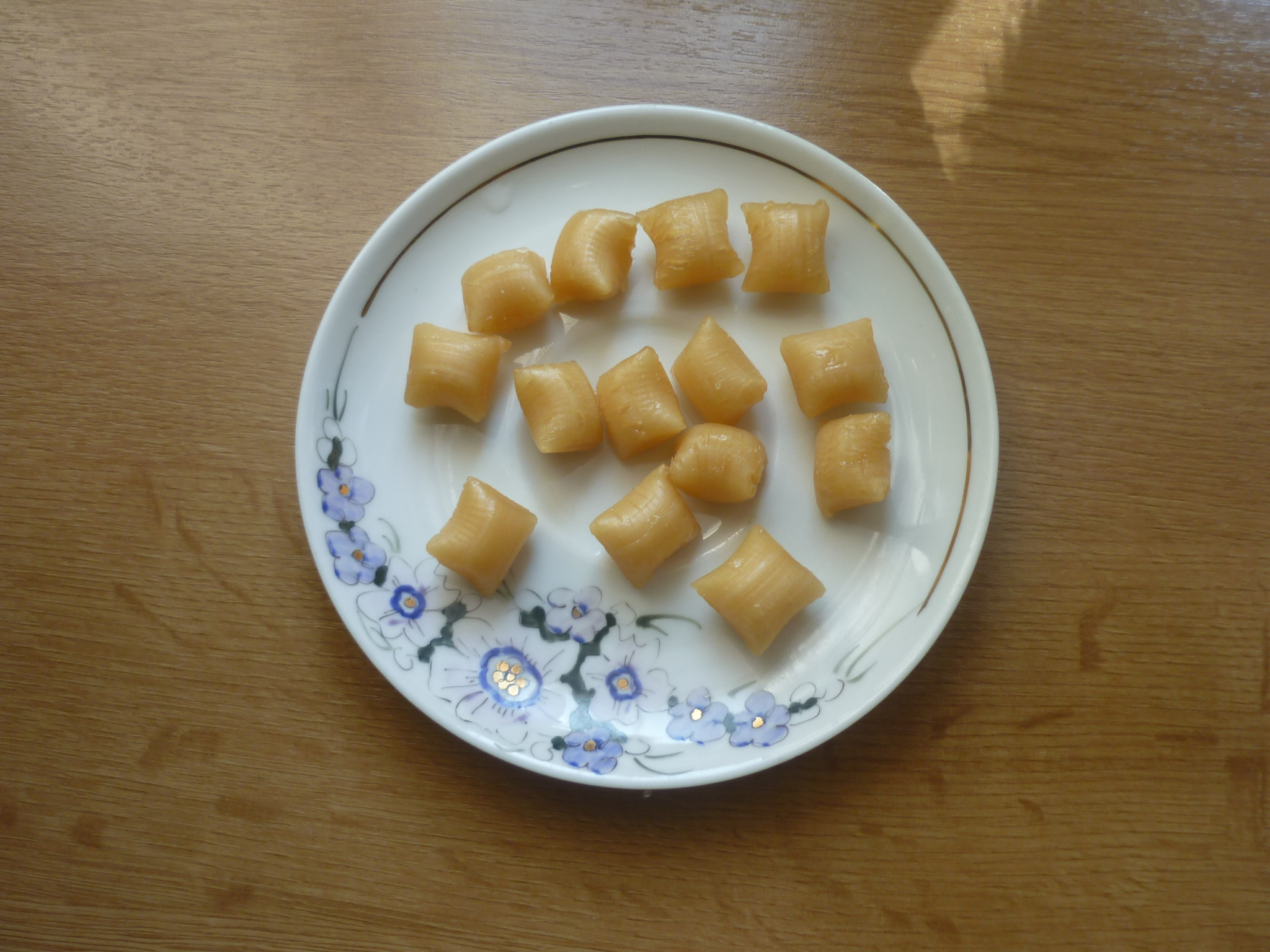
Zeeuwse babbelaars

Een boterbabbelaar of Zeeuwse babbelaar is een snoepje dat traditioneel gemaakt wordt van boter, suiker, azijn, water en een snufje zout. Boterbabbelaars zijn een bekend Zeeuws streekproduct.
De Zeeuwse babbelaars worden veel verkocht aan toeristen; om die reden zijn ze dikwijls verpakt in speciale bewaarblikken, vaak met foto's van Zeeland of mensen in Zeeuwse klederdracht erop.
Er bestaat ook een likeur met de smaak van boterbabbelaars.
Aan de Belgische kust is soortgelijk snoep bekend als babelutten.